# 安德鲁·莫洛尼
安德鲁·莫洛尼（英語：Andrew Moloney，1991年1月10日—），澳大利亚男子拳击运动员。他曾代表澳大利亚参加2010年和2014年英联邦运动会拳击比赛，其中2014年英联邦运动会获得一枚金牌。